# 10-й армійський корпус (Велика Британія)
10-й армійський корпус (Велика Британія) (англ. X Corps (United Kingdom) — оперативне об'єднання, армійський корпус Британської армії за часів Першої та Другої світових воєн, що діяв на Європейському театрі Першої світової війни та на Середземноморському театрі воєнних дій, у Північній Африці та в Італії за часів Другої світової.

## Історія

### Перша світова війна
X армійський корпус був вперше сформований у липні 1915 року у Франції у складі Британського експедиційного корпусу. Його командиром став Томас Морленд. Восени 1916 року корпус узяв участь у битві на річці Сомма. 1917 році він увійшов до 2-ї армії, маючи у своєму складі 30-ту та 29-ту піхотні дивізії. У червні 1917 року участь у Другій Месенській битві, а пізніше у Третій Іпрській битві.

### Друга світова війна

#### Північна Африка
Вдруге X британський армійський корпус активований літом 1940 року, розгортання здійснювалося в Сирії під командуванням майор-генерала В. Холмса. Літом 1942 року новий командувач 8-ї британської армії лейтенант-генерал Б.Монтгомері віддав наказ на передислокацію армійського корпусу до Єгипту, де включив його до мобільного резерву ударного угруповання для розвитку наступу своїх сил. До складу X корпусу увійшли дві бронетанкові дивізії (1-ша та 10-та), а також окремі підрозділи від 8-ї бронетанкової дивізії й 2-га Новозеландська піхотна дивізія.
X корпус разом з XXX (лейтенант-генерала О. Ліза) та XIII корпусами (лейтенант-генерала Б. Хоррокса) 8-ї армії генерала Б.Монтгомері взяв активну участь у вирішальній битві Північно-Африканської кампанії — в другій битві за Ель-Аламейн. У ході протистояння, що тривало з 23 жовтня до 11 листопада 1942 року, військам Е. Роммеля вперше за усю кампанію на цьому театрі Другої світової війни була завдана серйозна поразка, яка ознаменувала крах подальших планів гітлерівського командування з окупації Єгипту та намірів вторгнення до Близького Сходу. Ця перемога стала однією з перших та найвирішальніших битв у військовій історії Великої Британії та країн Співдружності в роки Другої світової війни. Надалі 10-й корпус діяв під час переслідування німецько-італійських військ і бився в Туніській кампанії до повного розгрому сил противника у травні 1943 року.

#### Італія
Після завершення Північно-Африканської кампанії, X британський армійський корпус готувався до операції «Хаскі», проте за рішенням вищого командування корпус у бойових діях на Сицилії участі не брав. Натомість він входив до сил першого ешелону морського десанту, що за планом операції «Аваланч» 9 вересня 1943 року висаджувався на італійське узбережжя в районі Салерно. Корпус під командуванням лейтенант-генерала Р. Маккрірі входив до 5-ї американської армії генерал-лейтенанта М.Кларка та мав у своєму складі 46-ту, 56-ту Лондонську та пізніше 7-му бронетанкову дивізії. Після здобутої під Салерно важкої перемоги, об'єднання продовжувало битися в Італії на лівому фланзі 5-ї армії. Проривало німецькі позиції на лінії Вольтурно, у січні 1944 року билося в першій битві за Монте-Кассіно.
Весною 1944 року корпус продовжував діяти спочатку у складі Французького експедиційного корпусу, а потім у 8-й армії, перейнявши в 13-го корпусу правий фланг наступаючої армії генерала О. Ліза. Брав участь у четвертій битві за Монте-Кассіно, надалі з боями проривався на північ, долаючи ворожі оборонні рубежі Бернхардта та Готської ліній.
З жовтня 1944 року частини корпусу під командуванням лейтенант-генерала Дж. Гоуксворта були направлені до Греції, де розпочалися бої проти країн Осі за визволення країни. З кінця 1944 року керівництво усіма військовими операціями в цьому регіоні лягло на командування X корпусу.
До березня 1945 року корпус генерала Дж. Гоуксворта повернувся до Італії, де був виведений до резерву союзних військ і участі в останніх боях на Апеннінському півострові не брав.

## Командування
Перша світова війна
- лейтенант-генерал сер Томас Морленд (липень 1915 — квітень 1918);
- лейтенант-генерал сер Вільям Пейтон (квітень — червень 1918);
- лейтенант-генерал сер Реджинальд Стівенс (червень 1918 — 1919);

Друга світова війна
- лейтенант-генерал сер Вільям Холмс (червень 1940 — серпень 1942);
- лейтенант-генерал сер Герберт Ламсден (серпень — грудень 1942);
- лейтенант-генерал сер Браян Хоррокс (грудень 1942 — квітень 1943);
- лейтенант-генерал сер Бернард Фрейберг (квітень — травень 1943);
- лейтенант-генерал сер Річард Маккрірі (травень 1943 — жовтень 1944);
- лейтенант-генерал сер Джон Гоуксворт (листопад 1944 — травень 1945).